# Maria Teresa Estrach i Panella
Maria Teresa Estrach i Panella (Girona, 4 de setembre de 1950) és una metgessa, dermatòloga i professora universitària catalana.
Estudià Medicina i Cirurgia a la Universitat de Barcelona (UB), on es va llicenciar el 1973. Més endavant, en 1976, s'especialitzà en Dermatologia, i el 1978 es va doctorar. La seva activitat assistencial ha estat sempre vinculada, com a especialista de dermatologia, a l'Hospital Clínic de Barcelona, des que s'inicià com a metge adjunt el 1979, fins a ocupar el càrrec de cap del Servei de Dermatologia l'any 2008.
En paral·lel a la seva trajectòria assistencial, pel que fa a la seva activitat docent, ha estat en un primer moment professora associada (1976-1984), posteriorment professora titular (1984-2003) i finalment catedràtica de dermatologia (des del 2003) a la Facultat de Medicina de la Universitat de Barcelona (UB). Durant aquests anys ha exercit com a professora tant a la UB com en altres universitats (Universitat Autònoma de Barcelona, Universitat de Còrdova, Universitat de València, Universitat del País Basc). Quant al seu historial com a gestora acadèmica, cal destacar la seva etapa com a Vicedegana Facultat de Medicina de la Universitat de Barcelona entre els anys 1995 i 2001; i posteriorment com a Degana d'aquesta mateixa Facultat entre els anys 2001 i 2008. Entre altres reconeixements, el 2009 fou guardonada amb el Premi a l'Excel·lència Professional, atorgat pel Col·legi Oficial de Metges de Barcelona (COMB), i també ha estat nomenada membre honorària de la North American Clinical Dermatologic Society (2013).
Les seves principals línies de recerca han estat relacionades amb els limfomes cutanis, l'epidemiologia, els factors pronòstics i la immunohistoquímica.
Ha col·laborat i ha estat membre de diverses societats científiques, com l'Associació de Dermatologia de l'Acadèmia de Ciències Mèdiques de Catalunya i Balears, l'Acadèmia de Dermatologia i Venereologia (AEDV) o la Sociedad Ibero-latino americana de Dermatología. A més, des de l'any 2014, és membre numerari Institut d'Estudis Catalans (IEC), Presidenta de la Comissió Educació Mèdica, i membre de la Comissió Premi Tesis Doctorals Claustre de Doctors.

## Publicacions[3]
- "El doctor Joan Rodés, un amigo". A: Homenaje a Juan Rodés: trayectoria y facetas de un visionario: 50 testimonios (coord. por Ramón Gomis, Rafael Pardo Avellaneda, Antoni Trilla García, 2017, ISBN 978-84-92937-68-4, pàgs. 86-88)
- "Linfomas cutáneos". A: Manual práctico de hematología clínica (coord. por Montserrat Rovira, Jaime Sanz Caballer; Miguel Ángel Sanz Alonso (aut.), Enric Carreras i Pons (aut.), 2015, ISBN 978-84-88825-16-2, pàgs. 371-380)
- "El cáncer de piel" [conjuntament amb Ingrid López]. A: Libro de la salud del Hospital Clínic de Barcelona y la Fundación BBVA (coord. por Juan Rodés, Josep Maria Piqué, Antoni Trilla García, 2007, ISBN 978-84-96515-33-8, pàgs. 295-304)